# Chroma key
Chroma key er et fagbegreb inden for tv og film, anvendt typisk til optagelser der skal placere en eller flere personer på lokaliteter, der ikke umiddelbart er mulig. Det er også kendt som color-keying, green screen og blue screen. Det bruges i mange film og tv-serier, men også i eksempelvis vejrudsigten er satellitkortet i baggrunden indsat vha. chroma key.
De rå filmoptagelser skal indeholde den udvalgte nøglefarve på de steder der skal erstattes med nyt billede, og desuden efterarbejds i post production. En del filmredigeringsværktøjer som Adobe Premiere og Adobe After Effects understøtter arbejde med keying. Nøglefarven er ofte blå eller grøn, men kan i teorien være hvilken som helst farve. Med nogle valg følger dog konsekvenser, som f.eks. ved rød, hvor mange hudtoner også kan risikere at blive transparente og viser indlægningsbilledet. Det samme kan ske hvis en person med blå øjne bruger en blue screen. Desuden kan dårlig belysning og hurtige bevægelser medvirke til at besvære efterarbejdet, fordi farverne bliver for svære at adskille, i forhold til hvad der ikke ønskes fjernet. Når et billede skal efterarbejdes med chroma key vælges et udgangspunkt (en farve), og dernæst kan indstilles oplysninger til programmet efter behov, som eksempelvis similarity der bestemmer hvor meget andre farver på skærmen skal ligne grundfarven, for at blive fjernet. Lyseblå fjerner ikke mørkeblå før der er tilstrækkelig similarity, og derfor er jævn belysning på baggrunden typisk et meget vigtigt element.

## Eksempler
F.eks. blev der i filmen Hollow Man brugt blå, grøn, gul og sort i forskellige scener. Man gør et menneske delvist usynligt, ved at de har tøj på med samme, eller tilnærmelsesvist samme, farve som nøglefarven på den anvendte baggrund.
I danske Pyrus er der ligeledes anvendt chroma key på de scener hvor nisserne (som er meget små) optræder samtidig med mennesker, og i det hele taget i menneskelige omgivelser.